# トミー・ボイス&ボビー・ハート
トミー・ボイス&ボビー・ハートあるいはボイス&ハート（Tommy Boyce and Bobby Hart）は、アメリカ合衆国の歌手兼ソングライターチーム。モンキーズの楽曲を多く製作したことで知られる。

## 略歴

### トミー・ボイス
高校卒業後、軍隊を経てロサンゼルスで歌手を目指す。
1959年、ファッツ・ドミノに書いた『ビー・マイ・ゲスト』が全米8位の大ヒットを記録する。※ジョン・マラスカルコと共作
1961年、カーティス・リー『Pretty Little Angel Eyes』（全米7位）がヒットする。（フィル・スペクタープロデュース）
1979年、「トミー・バンド」を結成する。
1994年11月23日、闘病の末、拳銃で自殺する。

### ボビー・ハート
1961年、ボビー・ハート名義で『Girl in the Window』をリリースする。（ボイスがギターで参加）
1965年、テディ・ランダッツォ、ボビー・ウェインスタインと共作のリトル・アンソニー&ジ・インペリアルズ『ハート・ソー・バッド』がヒットする。

### ボイス&ハート
1964年、チャビー・チェッカー『レイジー・エルシー・モリー』（全米40位）がヒット。続いて、ジェイ＆ジ・アメリカンズ『もっと寄りそって（Come A Little Bit Closer）』（全米3位）がヒットする。
1965年、ドラマ『ザ・モンキーズ』の主人公のバンドメンバーオーディションに参加するが落選。裏方として採用され、パイロット版の音楽を担当する。
1966年、ポール・リヴィア&ザ・レイダースに『ステッピン・ストーン』、ザ・リーヴスに『恋の合言葉』を提供する。（後にモンキーズがカバー）
8月、作詞・作曲・演奏したモンキーズのデビュー曲『恋の終列車』が発売される。（11月に全米1位）
9月、ドラマ『ザ・モンキーズ』放送開始。主題歌『モンキーズのテーマ』の作詞・作曲も担当した。
1967年、A&Mレコードからデュオとしてデビュー。『アウト・アンド・アバウト』が全米39位を記録する。12月発売の『あの娘は今夜（I Wonder What She's Doing Tonight）』が翌年2月に全米8位を記録する。1968年8月、『アリス･ロング』が全米27位を記録する。
1969年、選挙権年齢引き下げ運動「Let Us Vote」のキャンペーンソング『L.U.V. (Let Us Vote)』をリリースする。自主レーベル「アクエリアン」を設立し『風にくちづけ（I'll Blow You A Kiss In The Wind）』をリリースする。
1970年2月放送のドラマ『奥さまは魔女』にゲスト出演し『風にくちづけ』を披露する。
1975年、元モンキーズのミッキー・ドレンツ、デイビー・ジョーンズと事実上モンキーズの再結成となる「ドレンツ、ジョーンズ、ボイス＆ハート」を結成する。翌1976年、来日しコンサートを行う。